# Francisco Álvarez Paz
Francisco Álvarez Paz (ur. 4 października 1988 w Tui) – hiszpański wioślarz.

## Osiągnięcia
- Mistrzostwa Świata Juniorów – Brandenburg 2005 – ósemka – 10. miejsce[1].
- Mistrzostwa Świata Juniorów – Amsterdam 2006 – czwórka podwójna – 17. miejsce[1].
- Mistrzostwa Europy – Ateny 2008 – czwórka bez sternika – 4. miejsce[1].
- Mistrzostwa Świata U-23 – Račice 2009 – czwórka podwójna – 19. miejsce[1].